# Me 262 Project

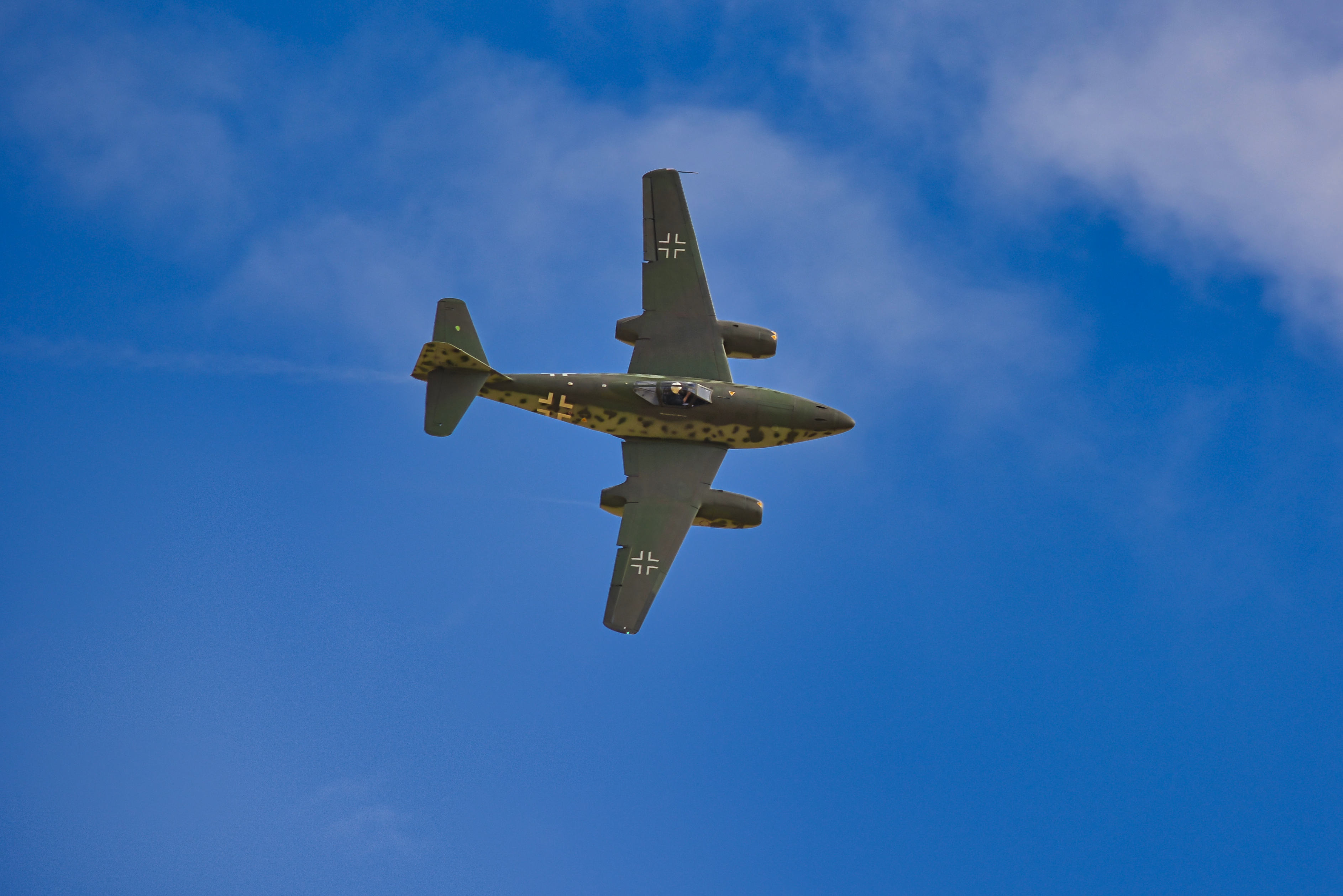
Me 262 z německého Manchingu na leteckém dni v Chebu 2022

Me 262 Project je společnost, která vznikla s cílem postavit letuschopné kopie Messerschmittu Me 262, prvního operačního proudového stíhacího letounu na světě. Projekt zahájila Texas Airplane Factory a spravuje jej společnost Classic Fighter Industries. Sídlí na letišti Paine Field v Everettu ve státě Washington ve Spojených státech, nedaleko Seattlu. Projektový tým konstruktérů, inženýrů a techniků dokončil v roce 2012 program letových zkoušek a dodávku prvního z pěti proudových letounů.
Letouny jsou poháněny proudovými motory General Electric CJ610, které jsou ukryty v detailních reprodukcích původních motorů a gondol Junkers Jumo 004B.

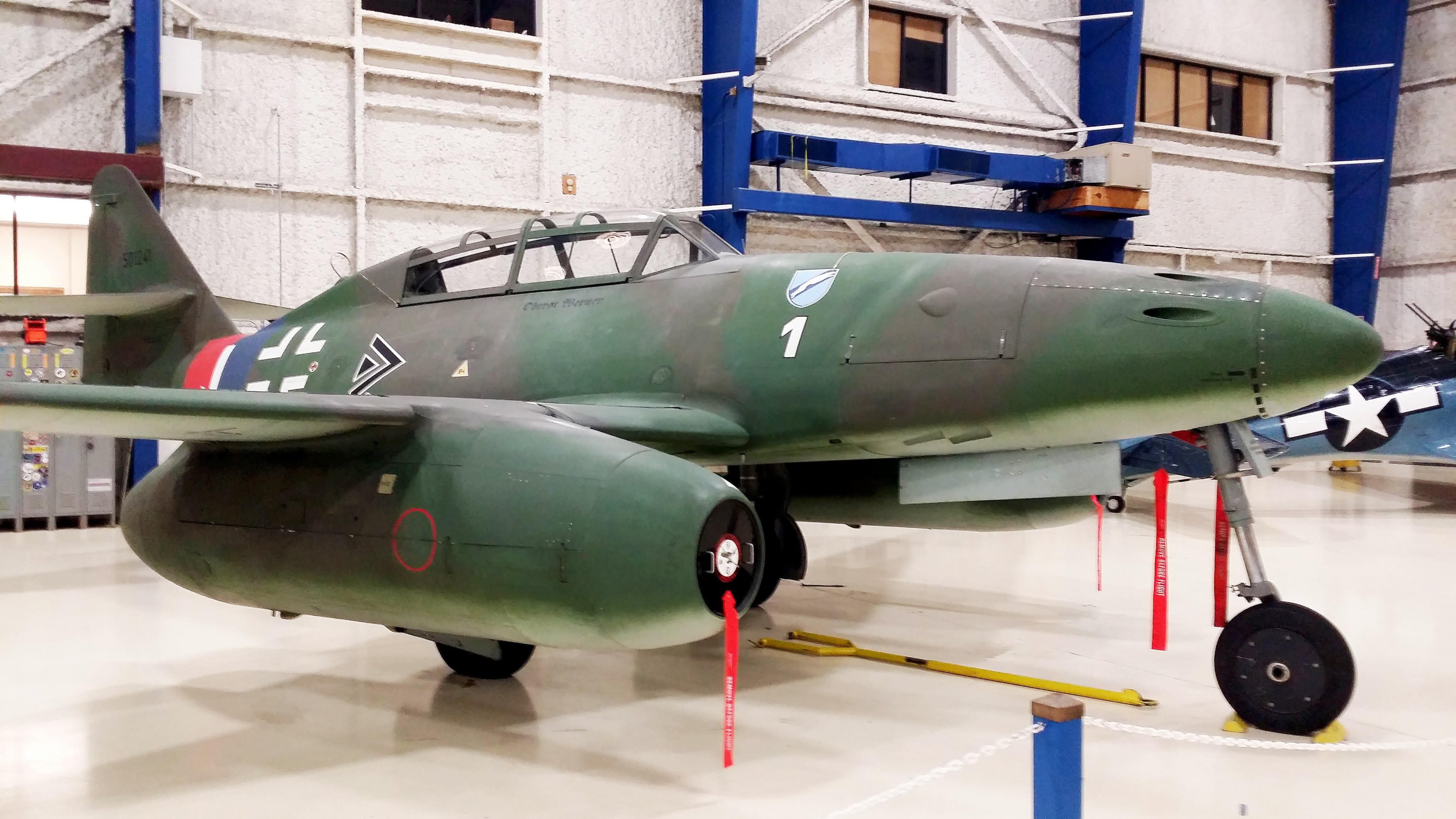

## Výroba
Bylo postaveno pět letadel:
Me 262B-1c W.Nr.501241 reg.N262AZ
Collings Foundation, Stow, Massachusetts, USA, v letuschopném stavu. První replika vzlétla 20. prosince 2002.
Me 262B-1c W.Nr.501242
Evergreen Aviation Museum, McMinnville, Oregon, USA, ve statické muzejní expozici. V označení letounu Jagdgeschwader 7 (11/JG-7) se základnou v Brandenburg-Briest, pilotovaného Leutnantem Alfredem Ambsem.
Me 262A/B-1c W.Nr.501243 reg.N262MF
Military Aviation Museum, Virginia Beach, Virginia, USA, ve stavu způsobilém k letu.
Me 262A/B-1c W.Nr.501244 reg.D-IMTT
Messerschmitt Stiftung, Manching, Německo, ve stavu způsobilém k letu.
Me 262A-1c W.Nr.501245